# Sarah Thomason
Sarah Grey Thomason (ur. 1939) – amerykańska językoznawczyni. Zajmuje się m.in. lingwistyką historyczną, problematyką kontaktu językowego, językami autochtonicznymi Ameryk i dokumentacją języków.
W swojej działalności bada powstawanie zmian językowych wskutek kontaktów językowych i genezę różnego typu języków kontaktowych (pidżynowych, kreolskich i mieszanych).
Studiowała germanistykę na Uniwersytecie Stanforda. W 1965 r. uzyskała magisterium z językoznawstwa na Uniwersytecie Yale. Doktoryzowała się w 1968 r. na tejże uczelni. W 2009 r. była prezesem Linguistic Society of America.

## Wybrane publikacje
- Sarah G. Thomason, Terrence Kaufman (1988). Language contact, creolization, and genetic linguistics. Berkeley: University of California Press. ISBN 0-520-07893-4.
- Sarah G. Thomason (2001).  Language contact: an introduction. Georgetown University Press, 2001. ISBN 0-87840-854-1.
- Sarah G. Thomason (2015). Endangered Languages: An Introduction. Cambridge University Press, 2015. ISBN 978-0-521-86573-9.
- Sarah G. Thomason (1987) Past tongues remembered? „The Skeptical Inquirer”. Committee for Skeptical Inquiry. 11:367-75
- Sarah G. Thomason (1984) Do you remember your previous life's language in your present incarnation?. „American Speech”. Duke University Press. 59:340-350.